# アリー・ハラウィー・サーイフ
アリー・ハラウィー・サーイフ（علي الهروي السائِح）は、12-13世紀のスーフィー、ウラマー、詩人。「旅人」（サーイフ）のあだ名の示すとおり、西アジアを中心に、地中海から中央アジア、インドからエチオピアまで、世界各地を旅行した（#生涯）。著作に世界各地の聖地巡礼のガイドブックがある（#著作）。

## 生涯
イブン・ハッリカーンは『有名人伝記集』で、ハラウィーを、まず、「高名な旅人」と紹介する。ハラウィーのあだなである「サーイフ」は「旅人」もしくは「漂泊者」の意である。イブン・ハッリカーンは「海であろうと陸であろうと、平野であろうと山地であろうと、ハラウィーが行けなかった場所、見なかった場所はない」と書く。ハラウィーは旅先の街の城壁に、訪問記念として自分の名前を書いた。イブン・ハッリカーンは「自分も方々を旅して回ったが、どこの街を訪れてもハラウィーの名前を目にした」と書いている。
イブン・ハッリカーンによると、ハラウィーの名前（イスム）は、アブル・ハサン・アリー・ブン・アビー・バクル・ブン・アリーという。ハラウィーのニスバは、この人物の父系先祖が中央アジアのヘラートからイラク地方に移住してきたとされるためである。ハラウィー自身は、モスルの生まれである。
ハラウィーは長じてバグダードに住みついた。バグダードを治めるアッバース朝カリフ・ナースィル・リディーニッラーはハラウィーに庇護を与え、バグダードの大モスクの金曜礼拝の導師に任命した。ハラウィーはカリフの宮廷に侍る他のスーフィーたちと親しく交わり、バグダードに道場を持つ各神秘主義教団のまとめ役になった。また、スンナ派とシーア派の間を取り持って関係を改善させた。カリフ・ナースィルはその後、ハラウィーをアレッポの大モスクの導師に任命した。カリフはハラウィーに、大シリア地方各地のスークを回って、商人たちに道徳を説き、耕作放棄地の再開墾を勧める任務を与えたようである。
イブン・ハッリカーンは、ハラウィーには「スィミヤー」（simyā）の才能があったという。『有名人伝記集』を翻訳したド・スラヌによると、スィミヤーとは早業や奇術の類である。ハラウィーはアレッポで、当地を治めていたアイユーブ朝の太守、マリク・ザーヒル（サラーフッディーンの息子）に気に入られた。
ハラウィーは1173年から1174年の間にエルサレムを訪問した。当時エルサレムはキリスト教徒の手中にあった。ハラウィーの旅行記にはエトナ山の噴火の被害を見たことや、コンスタンティノープルでマヌエル1世コムネノスに謁見したことが書かれている。1197年にハラウィーは、獅子心王リチャードをアッコの町に包囲する軍船の一つに捕まり、執筆中の旅行記を取り上げられてしまった。

## 著作
ハラウィーは諸国の聖地を巡礼するためのガイド本を書いた。題名は کتاب الإشارة فی معرفة الزیارة という。この本には、シャーム地方（シリア）、パレスチナ、エジプト（ミスル）、ビザンツ帝国、バイナル・ナフライン（ジャジーラ地方）、インド、アラブ諸国、マグリブ、エチオピア（ハバシュ）といった諸国への言及がある。マグリブとハバシュを除いて、上記のすべての国々について、ハラウィーは、簡潔ではあるが誰かの伝聞ではない自分が見たことを書いている。ハラウィーには、このほか、「アジャーイブ本」（کتاب العجائب）と呼ばれるタイプの著書もある。
ハラウィーはヒジュラ暦611年ラマダーン月10日から20日の間にアレッポで亡くなった。この日付はグレゴリオ暦1215年1月20日から30日に当たる。